# 小田川全之
小田川 全之（おだがわ/おたがわ まさゆき、1861年4月1日（文久元年2月22日） - 1933年（昭和8年）6月29日）は、明治から大正時代の実業家。古河財閥幹部。

## 経歴
幕臣・小田川彦一の長男として江戸に生まれる。父は初め彦助と称し、御賄御膳役から1866年（慶応2年）小筒組肝煎となり、明治維新を経て妻子を伴い沼津に移住した。1869年（明治2年）には生育方を経て、同年11月に郡方捕亡役となった。
全之は沼津兵学校付属小学校に入学し、同輩の真野文二や田辺朔郎らと共に学び、同校が1873年（明治6年）1月に集成舎となってからは変則科に通学した。1874年（明治7年）同校を修了すると、父は印旛、熊谷などに出仕し、全之はこれに従い、熊谷町の暢発学校で教鞭を執った。1875年（明治8年）東京英語学校（のち大学予備門と改称、第一高等学校、現東京大学教養学部の前身）に入り、1883年（明治16年）5月には工部大学校土木科を卒業した。
卒業後は、群馬県に出仕し、のち1886年（明治19年）まで東京府に務め、道路や橋梁などの建設に従事する。ついで1887年（明治20年）から3年間、工務所を開設し民間土木事業を請け負った。1890年（明治23年）古河市兵衛の知遇を得て古河家に入り、足尾銅山の土木事業を指揮する。1897年（明治30年）からは足尾銅山鉱毒予防工事を担当し、1900年（明治33年）土木・鉱山事業の調査のため欧米を視察した。1903年（明治36年）古河本店（古河鉱業、古河機械金属の前身）理事となり、1911年（明治44年）から1915年（大正4年）まで足尾鉱業所長を務め、1921年（大正10年）まで古河財閥の諸事業に関与した。この間、1909年（明治42年）足尾鉄道を創立し社長に就任したほか、1921年（大正10年）古河銀行監査役に就任した。
学会歴としてはアメリカ鉱業会、土木学会、イギリス土木学会、電気学会の会員に列した。墓所は多磨霊園。

## 親族
- 妻むつ（1866年生、女子学院出身）　菊地濯生三女[6]
- 長女みつ（1887年生、日本女子大学家政科出身）矢島守一二男俊吉の妻。[6]
- 長男の小田川達朗（1890-1945）は京都帝国大学工学部教授で、財団法人物理探鑛研究会理事を務めた工学博士。その妻・美佐雄は三井高明の姪。相婿に男爵高木兼寛三男・舜三（帝国生命保険取締役）。[7][8]
- 二女まつ（1892年生、日本女子大学、女子美術学校出身）台湾銀行大阪支店長（のち上海支店長、理事）近藤清三の妻。[6]
- 二男芳朗（1896年生、慶應義塾大学出身）妻の照子は男爵古河虎之助の妹で女子学習院出身。[6]
- 三男重雄（1898年生、慶應義塾大学出身）大阪府多額納税者で森平汽船社長・学校法人樟蔭学園創立者の森平蔵の養子となる。妻の素子は大谷光演の娘、伯爵大谷光暢の姉。[9][6]
- 四男鋼吉（1903年生、法政大学出身）妻の芳子は浜岡光哲の孫。[10][6]
- 姉とよ　花島兵右衞門の妻。花島は日本の煉乳製造業の先駆者で、靜岡県多額納税者、三島銀行頭取。[6]